# بوب واطسون (لاعب كرة قاعدة)
بوب واطسون (بالإنجليزية: Bob Watson) هو لاعب كرة قاعدة أمريكي، ولد في 10 أبريل 1946 في لوس أنجلوس في الولايات المتحدة.

## وصلات خارجية
- بوب واطسون على موقع دوري كرة القاعدة الرئيسي (الإنجليزية)
- بوب واطسون على موقعبيزبول رفرنس.كوم (الدوري الرئيسي) (الإنجليزية)
- بوب واطسون على موقعبيزبول رفرنس.كوم (الدوري الثانوي) (الإنجليزية)
- بوب واطسون على موقع إي إس بي إن.كوم (أم.أل.بي) (الإنجليزية)
- بوب واطسون على موقع مشجعي الرسوم البيانية (الإنجليزية)